# 염기훈
염기훈(廉基勳, 1983년 3월 30일 ~ )는 대한민국의 축구 선수로 포지션은 왼쪽 윙어, 센터포워드, 오른쪽 윙어이며 현재 K5리그 경남 부산 양산 유나이티드 소속이고 대한민국 U-23의 코치이자 한국프로축구선수협회 부회장을 맡고 있다.

## 어린 시절
대전에서 태어났으나 어려운 가정 형편 때문에 충청남도 논산시 강경읍에서 자랐으며 논산중학교에서 축구를 시작해 강경상업고등학교와 호남대학교를 졸업했다. 초등학교 때까지 근대 2종 선수였고 중학교도 근대 2종 특기생으로 입학했으나, 입학 후 얼마 안 돼서 축구로 전향했다.

## 구단 경력
2006년 전북 현대 모터스에 입단하여 프로에 데뷔하였으나, 2006년 7월 팀 동료인 김형범과 함께 차를 타고 가다 교통사고를 당하여 부상을 입었고, 회복 이후 2006년 AFC 챔피언스리그 우승에 크게 공헌하여 신인상을 받게 되었다. 2007년 7월 정경호, 임유환과 맞트레이드 되어 울산 현대로 이적하여, 2007년 리그컵 우승 등에 공헌하였지만, 울산 현대로 이적한 뒤 매년 잦은 부상을 입어 많은 경기에 출전하지 못하였다.
 2008년에는 구단의 동의 없이 잉글랜드 프리미어리그의 웨스트 브로미치 앨비언 FC로의 이적을 추진해 물의를 빚기도 하였다.

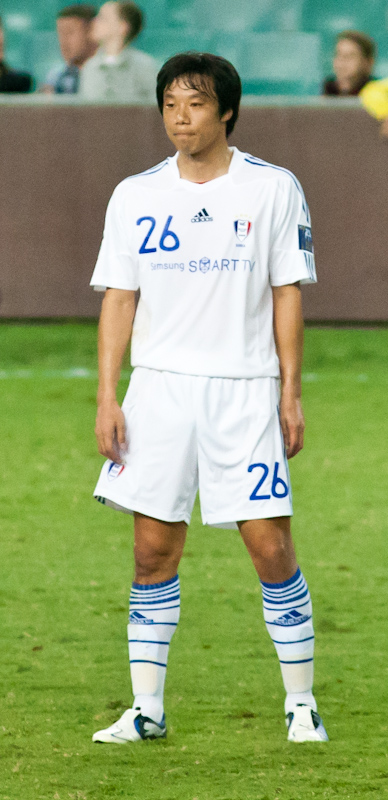
2011년 AFC 챔피언스리그 시드니 FC와의 경기 당시의 염기훈

2010년 이재성과의 트레이드를 통해 수원 삼성 블루윙즈로 이적했다. 이적하기 전 입은 부상으로 2010 K-리그 개막 이후에도 출전하지 못하다가 4월 말 2010 AFC 챔피언스리그 조별 예선 6차전 싱가포르 암드 포스 FC와의 경기에 출장하여 데뷔전을 치렀다. 2010년 K리그에서 8개의 도움을 올리며 부활의 신호탄을 쏘아올렸고, 2010년 FA컵 우승에 일조하였다. 2011 시즌에는 팀의 주장이었던 최성국이 승부조작 사건에 연루되어 퇴출당하자, 최성국을 대신하여 주장으로 선임되었고, 핵심 선수로 활약하며 수원의 공격을 이끌었다. 시즌이 끝난 후 군 복무를 위해 안산 경찰청에 입단하였다. 2013 시즌 K리그 챌린지에서는 21경기에 출전 7골 11도움을 기록하여, 팀을 2위로 이끄는 활약을 펼쳤으며, K리그 챌린지 도움왕을 받았다.
군 복무를 마친 후 수원으로 복귀하였고, 2년 간 비워 둔 26번을 다시 달았으며, 수원월드컵경기장에서 열린 슈퍼매치를 통해 팀 복귀 신고와 2-0 승리를 이끌어, 2014 시즌을 앞두고 2011 시즌 이후, 3년 만에 팀의 주장으로 재선임되었으며, 2014 시즌 팀이 K리그 클래식 준우승을 차지하는 데 큰 기여를 하였다. 2014 시즌 후, 자유계약(FA) 선수로 시장에 나온 염기훈은 수원과 1년 재계약을 하였다.
이후 염기훈은 2015년 9월 23일 전남 드래곤즈와의 원정경기에서 K리그 통산 최다도움인 233경기 68도움을 기록하여 이전기록인 신태용 전 성남선수의 기록을 경신하였다. 2015시즌 최고의 활약을 펼치며 2018년까지 재계약하였다.
그 후, 전북과의 리그 최종전에서 100번째 공격 포인트를 기록하였고, K리그 챌린지(2013년 안산 경찰청 소속으로 11개의 도움 기록)에 이어 K리그 클래식에서도 도움 17개를 기록하여 도움왕으로 등극함으로써 그동안 전무하던 클래식과 챌린지 모두 도움왕에 오른 첫 번째 선수가 됐다.
2016시즌에도 수원 삼성 블루윙즈의 주장으로 연임(3년 연속)되었으며, 2017 시즌에도 수원의 주장으로 연임하여 수원 구단 역사상 4년 연속 주장을 연임한 선수가 되었다. 2016년 마지막 경기인 FA컵 2016 결승에서 FC서울을 이겨서 수원 삼성 블루윙즈를 FA컵우승에 이끌었다. 그리고 대회 MVP선수로도 선정되었다.
2017시즌에는 9월 20일 제주전에서 통산 5번째로 한시즌 두자릿수 도움 기록을 달성했다. 9월 23일 인천전에서는 PK 1골을 기록하여 60골 98도움으로 K리그 5번째 60-60클럽에 가입하였다.
2018시즌을 마지막으로 계약이 얼마 안 남은 상황에서 구단과의 협상이 지지부진하여서 그의 거취에 대해 많은 이야기가 오갔으나 2018년 12월 4일에 수원과의 2년 재계약에 협상하며 차기 시즌에도 수원에 남게 되었다.
2019년 10월 2일 열린 화성 FC와의 FA컵 준결승 2차전에서 해트트릭을 작렬하며 팀의 결승행을 이끌었다.
2021 시즌 후 수원과 1년 재계약을 맺었으며 2022 시즌 후 플레잉 코치를 겸하기 시작했다. 
2023 시즌 도중 김병수가 수원 감독직에서 경질되자 플레잉코치 최초로 감독대행을 맡아 남은 경기를 치렀으나 결국 강등을 막지 못한채 쓸쓸하게 선수 생활을 마무리하였다.
여담으로 2023 시즌 김병수가 감독직을 맡고 있을 시기 몇몇 선수와 동조하여 감독 쿠데타가 있었다는 소문이 있어느나, 염기훈 본인은 그런일이 없었다고 해명하였지만, 의심이 되는 상황이였다.

## 지도자 경력
2024 시즌을 앞두고 정식 감독으로 선임이 되었지만, 수원 삼성 팬들의 반응은 싸늘하다. 또한, 염기훈 감독 선임은 2024년 1월 9일에 정식 선임이 되었다. 하지만 구단에서 올린 사진을 2023년 12월 19일에 찍은 사진이였고 이에 구단은 빠르게 찍은 사진 날짜를 지우고 수정하여 오피셜을 올렸다.
4월의 감독을 수상하는등 초기에는 성적이 좋았으나 5월에 들어서자 5연패를 달성하는 등 성적이 좋지 않자, 5월 25일 서울 이랜드 FC전 패전 직후 사퇴했다.
사임 후 신태용 감독의 부름을 받아 인도네시아 축구 국가대표팀의 코치진으로 합류했다.

## 국가대표팀 경력
2006년 10월 8일 가나와의 친선 경기에 출전하면서 대한민국 축구 국가대표팀 선수로 데뷔했다. 이후 2006년 아시안 게임, 2007년 AFC 아시안컵 등에 참가하였다. 특히 2007년 AFC 아시안컵때 이라크와의 준결승전 승부차기에서 4번째 키커로 나갔지만 실축하면서 패배의 원흉이 되기도 했다. 2008년 동아시아 선수권 대회에서 대한민국의 우승에 기여했고 박주영, 정대세, 야마세 고지와 함께 공동 득점왕에 올랐다.

2010년 FIFA 월드컵 아르헨티나와의 경기에서 찬스를 무산 시켜 비난을 받았다.

2010년 FIFA 월드컵에서 독일 키커지는 대한민국 국가대표팀 내에서 월드컵 기간 전체를 통틀어 염기훈에게 평점 3.0의 점수로 이청용의 뒤를 이어 2위의 점수를 주었다. 2011년 AFC 아시안컵 대표로 발탁되었다.
2015년 6월 1일 울리 슈틸리케 감독 부임 후 처음으로 아랍에미리트와의 친선 경기 및 미얀마와의 러시아 월드컵 2차 예선에 나설 국가대표팀 명단에 포함되었다. 6월 11일 아랍에미리트와의 경기에서 복귀전을 치렀고 이 경기에서 프리킥으로 골을 기록하였다.
2017년 EAFF E-1 풋볼 챔피언십 국가대표로 선출, 일본과의 3차전 경기에서 멋진 프리킥 골을 성공시키며 대한민국의 4-1 승리에 일조했다.
2018년 5월 9일 에 열린 AFC 챔피언스리그 16강 1차전 경기인 울산 현대와의 경기에 선발 출장했다가 리하르트 빈트비흘러와의 충돌로 갈비뼈 골절상을 입었고, 전치 4주 진단을 받았다. 이 여파로 2018년 FIFA 월드컵에 나설 수 없게 됐고, 사실상 국가대표에서 은퇴했다.

## 경력 통계

### 클럽 기록
- 2019년 12월 1일 기준

| 클럽               | 시즌 | 리그       | 리그       | 리그       | 국내 컵 | 국내 컵 | 리그 컵 | 리그 컵 | 대륙 대회 | 대륙 대회 | 합계 | 합계 |
| 클럽               | 시즌 | 출장       | 득점       | 도움       | 출장    | 득점    | 출장    | 득점    | 출장      | 득점      | 출장 | 득점 |
| ------------------ | ---- | ---------- | ---------- | ---------- | ------- | ------- | ------- | ------- | --------- | --------- | ---- | ---- |
| 전북 현대 모터스   | 2006 | 20         | 3          | 1          | 2       | 0       | 11      | 4       | 10        | 3         | 43   | 10   |
| 전북 현대 모터스   | 2007 | 13         | 4          | 3          | 0       | 0       | 5       | 1       | 0         | 0         | 18   | 5    |
| 울산 현대          | 2007 | 3          | 1          | 0          | 0       | 0       | 0       | 0       | -         | -         | 3    | 1    |
| 울산 현대          | 2008 | 16         | 4          | 1          | 1       | 0       | 3       | 1       | -         | -         | 20   | 5    |
| 울산 현대          | 2009 | 16         | 2          | 3          | 0       | 0       | 4       | 1       | 1         | 0         | 21   | 3    |
| 수원 삼성 블루윙즈 | 2010 | 17         | 0          | 8          | 4       | 2       | 2       | 1       | 4         | 4         | 27   | 7    |
| 수원 삼성 블루윙즈 | 2011 | 29         | 9          | 14         | 5       | 0       | 0       | 0       | 11        | 4         | 45   | 13   |
| 안산 경찰청        | 2012 | R리그 소속 | R리그 소속 | R리그 소속 | 3       | 0       | -       | -       | -         | -         | 3    | 0    |
| 안산 경찰청        | 2013 | 21         | 7          | 11         | 1       | 0       | -       | -       | -         | -         | 22   | 7    |
| 수원 삼성 블루윙즈 | 2013 | 9          | 1          | 1          | 0       | 0       | -       | -       | 0         | 0         | 9    | 1    |
| 수원 삼성 블루윙즈 | 2014 | 35         | 4          | 8          | 1       | 0       | -       | -       | -         | -         | 36   | 4    |
| 수원 삼성 블루윙즈 | 2015 | 35         | 8          | 17         | 1       | 0       | -       | -       | 7         | 2         | 43   | 10   |
| 수원 삼성 블루윙즈 | 2016 | 34         | 4          | 15         | 6       | 1       | -       | -       | 5         | 0         | 45   | 5    |
| 수원 삼성 블루윙즈 | 2017 | 38         | 6          | 11         | 4       | 2       | -       | -       | 6         | 2         | 48   | 10   |
| 수원 삼성 블루윙즈 | 2018 | 34         | 6          | 4          | 3       | 0       | -       | -       | 11        | 0         | 48   | 6    |
| 수원 삼성 블루윙즈 | 2019 | 26         | 6          | 3          | 7       | 5       | -       | -       | -         | -         | 33   | 11   |
| 통산               | 통산 | 346        | 65         | 100        | 38      | 10      | 25      | 8       | 55        | 15        | 464  | 98   |

### 국가대표팀 기록
- 2018년 3월 24일 기준

| 순번 | 날짜             | 장소         | 상대         | 결과   | 득점 | 경고 | 퇴장 |
| ---- | ---------------- | ------------ | ------------ | ------ | ---- | ---- | ---- |
| 1    | 2007년 6월 29일  | 서귀포       | 이라크       | 3:0 승 | 1    | -    | -    |
| 2    | 2008년 2월 20일  | 충칭         | 북한         | 1:1 무 | 1    | -    | -    |
| 3    | 2008년 2월 23일  | 충칭         | 일본         | 1:1 무 | 1    | -    | -    |
| 4    | 2010년 6월 17일  | 요하네스버그 | 아르헨티나   | 1:4 패 | 0    | 1    | -    |
| 5    | 2015년 6월 11일  | 쿠알라룸푸르 | 아랍에미리트 | 3:0 승 | 1    | -    | -    |
| 6    | 2017년 12월 16일 | 도쿄         | 일본         | 4:1 승 | 1    | -    | -    |

## 수상 내역

### 구단
전북 현대 모터스
- AFC 챔피언스리그 2006 우승

수원 삼성 블루윙즈
- FA컵 2010 우승
- FA컵 2016 우승
- FA컵 2019 우승

### 국가대표
대한민국
- 2008년 동아시아 축구 선수권 대회 우승
- 2017년 EAFF E-1 풋볼 챔피언십 우승

### 개인
- 2006년 K리그 신인상
- 2008년 동아시아 축구 선수권 대회 득점왕
- FA컵 2010 최우수선수상
- K리그 2011 베스트 11
- K리그 챌린지 2013 도움왕
- K리그 챌린지 2013 베스트 11
- K리그 클래식 2015 도움왕
- K리그 클래식 2015 베스트 11
- 2015년 동아스포츠대상 프로축구 부문 올해의 선수
- K리그 클래식 2016 도움왕
- FA컵 2016 최우수선수상
- K리그 클래식 2017 베스트 11
- FA컵 2019 득점상

## 개인사
- 2007년부터 전라북도 도립 장애인 종합 복지관이 후원하는 사랑의 골 행사를 펼치고 있는데, 장애인 복지관에 한 골당 50만원을 후원금으로 전달했다.[16]
- 축구 선수 권혁진과 동서 지간이다. 둘의 장인 김성기 또한 축구 선수 출신으로 현재 강경상업고등학교 축구부 감독을 맡고 있다. 염기훈의 모교 또한 강경상업고등학교이다.[17]
- 염기훈의 별명은 왼발의 지배자이다.